# وسطى (إصبع)
الوسطى (بالإنجليزية: Middle Finger)‏ هي الإصبع الثالثة من أصابع اليد وتقع بين السبابة والبنصر. الوسطى هي غالبا أطول الأصابع. الإشارة بالوسطى في الثقافة الغربية تدل على معنى فاحش.